# Sisa Sklovská
Sisa Lelkes Sklovská (rodným jménem Silvia Sklovská, * 13. října 1965 Žilina) je slovenská zpěvačka, operní a muzikálová pěvkyně.
Po absolutoriu VŠMU v Bratislavě se účastnila pěveckých kurzů Carla Bergonziho a Maria Melaniho v Itálii. Poté byla sólistkou Opery Slovenského národního divadla v Bratislavě.
Zpívá v osmi světových jazycích a vystupovala již v Belgii, Dánsku, Německu, Rakousku či v USA.
Na jaře roku 2014 zasedla jako porotkyně v pěvecké soutěži Česko Slovenský X Factor, vysílané českou televizí Prima a slovenskou stanicí TV JOJ, kde mentorovala kategorii NAD 28. Její svěřenec Peter Bažík nakonec celou soutěž vyhrál a získal tak ceny v hodnotě 200 000 €.

## Osobní život
15. ledna 2011 se vdala za slovenského podnikatele Juraje Lelkese. Na jejich svatbě byl i slovenský prezident Ivan Gašparovič.

## Diskografie
- 2000 Sisa
- 2003 Viem, čo chcem
- 2009 Kouzlem spoutaná
- 2010 Piesne vianočné (Christmas Songs) zlatá edícia
- 2010 Láska
- 2011 Pop Collection 2000–2010